# Canton de Lassay-les-Châteaux
Le canton de Lassay-les-Châteaux est une circonscription électorale française située dans le département de la Mayenne et la région Pays de la Loire.

## Géographie
Ce canton est organisé autour de Lassay-les-Châteaux dans l'arrondissement de Mayenne. Son altitude varie de 72 m (Martigné-sur-Mayenne) à 327 m (Hardanges).

## Histoire
Par décret du 21 février 2014, le nombre de cantons du département est divisé par deux, avec mise en application aux élections départementales de mars 2015. Le canton de Lassay-les-Châteaux est conservé et s'agrandit. Il passe de 6 à 24 communes.

## Représentation

### Conseillers généraux de 1833 à 2015
| Période | Période      | Identité                     | Étiquette             | Qualité                                                            |
| ------- | ------------ | ---------------------------- | --------------------- | ------------------------------------------------------------------ |
| 1833    | 1848         | Joseph Bignon                |                       | Notaire, adjoint au maire de Lassay                                |
| 1848    | 1867         | Charles-André Grosse-Dupéron |                       | Propriétaire, maire de Niort-la-Fontaine                           |
| 1867    | 1883 (décès) | Auguste-François Le Marchant |                       | Médecin, maire de Lassay, conseiller d'arrondissement              |
| 1883    | 1898         | Jules Le Breton              | Républicain           | Médecin, maire de Lassay (1896-1900)                               |
| 1898    | 1910         | Louis Mézange                | Républicain           | Médecin, maire de Lassay (1895-1896)                               |
| 1910    | 1919         | Paul Mérienne                | Républicain           | Notaire à Lassay                                                   |
| 1919    | 1928         | Guy de Montjou               | Républicain           | Avocat à Mayenne, journaliste, député (1919-1928)                  |
| 1928    | 1934         | Fernand Boëda                | URD                   | Médecin, maire de Lassay-les-Châteaux, conseiller d'arrondissement |
| 1934    | 1940         | Édouard Lebert               | RG                    | Épicier, maire de Saint-Julien-du-Terroux                          |
|         |              |                              |                       |                                                                    |
| 1945    | 1962 (décès) | Fernand Boëda                | DVD                   | Médecin, maire de Lassay-les-Châteaux (?-1962)                     |
| 1962    | 1994         | Marcel Le Roy                | UNR puis UDR puis RPR | Aviculteur, maire de Lassay-les-Châteaux (1974-1983)               |
| 1994    | 2001         | Pierre Michelet              | DVD                   | Vétérinaire, maire de Lassay-les-Châteaux (1983-1989 et 1995-2001) |
| 2001    | 2008         | Bertrand Hallier             | UDF puis MoDem        | Infirmier, maire de Lassay-les-Châteaux (2001-2008)                |
| 2008    | 2015         | Jean-Michel Crinière         | DVD                   | Assureur, maire de Lassay-les-Châteaux (2008-2014)                 |

Le canton participe à l'élection du député de la troisième circonscription de la Mayenne.

### Conseillers d'arrondissement (de 1833 à 1940)
| Période                                  | Période        | Identité                               | Étiquette            | Qualité |
| ---------------------------------------- | -------------- | -------------------------------------- | -------------------- | --- |
| 1833                                     | 1839           | Jean Antoine Griffaton                 |                      | Maire de Lassay                                                                                             |
| 1839                                     | 1845 (décès)   | Jean-Baptiste Dufay                    |                      | Charpentier, adjoint au maire de Lassay                                                                     |
| 1845                                     | 1848           | Jean Antoine Griffaton                 |                      | Maire de Lassay                                                                                             |
| 1848                                     | 1852           | Alfred Cocu, dit Cholet (1810-1872)    |                      | Vétérinaire, propriétaire à Lassay                                                                          |
| 1852                                     | 1867           | Auguste-François Le Marchant           |                      | Médecin, maire de Lassay                                                                                    |
| 1867                                     | 1872 (décès)   | Alfred Cocu, dit Cholet                |                      | Propriétaire à Lassay                                                                                       |
| 1872                                     | 1886           | Paul Le Marchand du Cassel (1836-1902) |                      | Propriétaire du château de la Grivellière à La Baroche-Gondouin                                             |
| 1886                                     | 1890 (révoqué) | Albert Guibé                           | Républicain          | Notaire à Lassay                                                                                            |
| Déc.1890                                 | 1901           | Charles Letoré                         | Conservateur         | Notaire à Lassay                                                                                            |
| 1901                                     | 1904 (décès)   | Jules Lebreton                         |                      | Maire de Lassay                                                                                             |
| 1904                                     | 1919           | Louis-Félix Lesellier                  | Républicain          | Maire de Brétignolles                                                                                       |
| 1919                                     | 1925           | Eugène Moriceau                        | Radical              | Propriétaire, agriculteur Lassay, président du comice agricole                                              |
| 1925                                     | 1928           | Fernand Boëda                          | Droite               | Médecin à Lassay                                                                                            |
| 1928                                     | 1937           | Eugène Moriceau                        | Radical              | Propriétaire, agriculteur Lassay, président du comice agricole                                              |
| 1937                                     | 1940           | Jules Aubrée                           | Républicain national | Notaire à Lassay                                                                                            |
| 1940                                     |                |                                        |                      | Les conseils d'arrondissement ont été suspendus par la loi du 12 octobre 1940 et n'ont jamais été réactivés |
| Les données manquantes sont à compléter. |                |                                        |                      | |

Source : Répertoire numérique des annuaires administratifs de la Mayenne. https://archives.lamayenne.fr/archives-en-ligne/ead.html?id=FRAD053_2NUM242&c=FRAD053_2NUM242_e0000017&qid=

### Conseillers départementaux à partir de 2015
| Période élective | Période élective | Mandat | Mandat       | Identité          | Nuance | Nuance | Qualité                                                                                                  |
| ---------------- | ---------------- | ------ | ------------ | ----------------- | ------ | ------ | --- |
| 2015             | 2021             | 2015   | 2021         | Magali d'Argentré |        | DVD    | Mère de famille, adjointe au maire d'Aron                                                                |
| 2015             | 2021             | 2015   | 2021         | Gérard Dujarrier  |        | DVD    | Agriculteur, maire du Horps, ancien conseiller général du canton du Horps (2001-2015), 7e vice-président |
| 2021             | 2028             | 2021   | en cours     | Magali d'Argentré |        | DVD    | Conseillère sortante, suppléante du sénateur LR Guillaume Chevrollier                                    |
| 2021             | 2028             | 2021   | juillet 2025 | Gérard Dujarrier  |        | DVD    | Conseiller sortant Décédé en fonction                                                                    |
| 2021             | 2028             | 2025   | en cours     | Mickael Delahaye  |        | DVD    | Maire de Commer                                                                                          |

### Résultats détaillés

#### Élections de mars 2015
À l'issue du 1er tour des élections départementales de 2015, deux binômes sont en ballottage : Magali d'Argentré et Gérard Dujarrier (dvd, 26,65 %) et Jean-Michel Crinière et Carine Morel (dvd, 19,14 %). Le taux de participation est de 49,87 % (6 510 votants sur 13 053 inscrits) contre 50,77 % au niveau départemental et 50,17 % au niveau national.
Au second tour, Magali d'Argentré et Gérard Dujarrier (dvd) sont élus avec 59,27 % des suffrages exprimés et un taux de participation de 45,32 % (2 931 voix pour 5 915 votants et 13 053 inscrits).

#### Élections de juin 2021
Le premier tour des élections départementales de 2021 est marqué par un très faible taux de participation (33,26 % au niveau national). Dans le canton de Lassay-les-Châteaux, ce taux de participation est de 32,29 % (4 283 votants sur 13 264 inscrits) contre 32,1 % au niveau départemental. À l'issue de ce premier tour, deux binômes sont en ballottage : Magali D'Argentré et Gérard Dujarrier (DVD, 42,35 %) et Guillaume Carré et Mélanie Firmesse (Divers, 24,16 %).
Le second tour des élections est marqué une nouvelle fois par une abstention massive équivalente au premier tour. Les taux de participation sont de 34,36 % au niveau national, 32,97 % dans le département et 32,41 % dans le canton de Lassay-les-Châteaux. Magali D'Argentré et Gérard Dujarrier (DVD) sont élus avec 59,35 % des suffrages exprimés (2 370 voix pour 4 300 votants et 13 269 inscrits),,. 

## Composition

### Composition avant 2015

Situation du canton dans l'arrondissement de Mayenne.

Le canton de Lassay-les-Châteaux regroupait six communes.
| Nom                             | Code Insee | Codepostal | Superficie (km2) | Population (dernière pop. légale) | Densité (hab./km2) |
| ------------------------------- | ---------- | ---------- | ---------------- | --------------------------------- | ------------------ |
| Lassay-les-Châteaux (chef-lieu) | 53127      | 53110      | 57,63            | 2 390 (2012)                      | 41                 |
| Le Housseau-Brétignolles        | 53118      | 53110      | 9,31             | 250 (2012)                        | 27                 |
| Rennes-en-Grenouilles           | 53189      | 53110      | 7,86             | 117 (2012)                        | 15                 |
| Saint-Julien-du-Terroux         | 53230      | 53110      | 11,29            | 280 (2012)                        | 25                 |
| Sainte-Marie-du-Bois            | 53235      | 53110      | 11,34            | 232 (2012)                        | 20                 |
| Thubœuf                         | 53263      | 53110      | 13,88            | 297 (2012)                        | 21                 |

À la suite du redécoupage des cantons pour 2015, toutes les communes sont à nouveau sont rattachées au canton de Lassay-les-Châteaux auquel s'ajoutent une commune du canton d'Ambrières-les-Vallées, une du canton de Bais, sept du canton du Horps et neuf du canton de Mayenne-Est.

#### Anciennes communes
Les anciennes communes suivantes étaient incluses dans le canton de Lassay-les-Châteaux :
- La commune ornaise du Housseau, absorbée en 1832 par la commune homonyme mayennaise.
- La commune ornaise de Melleray, absorbée en 1832 par la commune mayennaise de Melleray-la-Vallée.
- La commune ornaise de Rennes-en-Grenouilles, absorbée en 1832 par la commune homonyme mayennaise.
- La commune ornaise de Sainte-Marie-du-Bois, absorbée en 1832 par la commune homonyme mayennaise.
- Courberie, absorbée en 1965 par Lassay.

Le canton comprenait également quatre communes associées :
- Brétignolles-le-Moulin, associée au Housseau depuis le 1er septembre 1972. La commune résultante prend le nom de Le Housseau-Brétignolles.
- La Baroche-Gondouin et Melleray-la-Vallée, associées à Lassay depuis le 1er janvier 1973. La commune résultante prend le nom de Lassay-les-Châteaux.
- Niort-la-Fontaine, associée à Lassay-les-Châteaux depuis le 1er octobre 1974.

### Composition depuis 2015
Le canton de Lassay-les-Châteaux comprend vingt-quatre communes entières.
| Nom                                         | Code Insee | Intercommunalité      | Superficie (km2) | Population (dernière pop. légale) | Densité (hab./km2) | Modifier                                    |
| ------------------------------------------- | ---------- | --------------------- | ---------------- | --------------------------------- | ------------------ | ------------------------------------------- |
| Lassay-les-Châteaux (bureau centralisateur) | 53127      | CC Mayenne Communauté | 57,63            | 2 243 (2022)                      | 39                 | modifier les données · modifier les données |
| Aron                                        | 53008      | CC Mayenne Communauté | 32,85            | 1 830 (2022)                      | 56                 | modifier les données · modifier les données |
| La Bazoge-Montpinçon                        | 53021      | CC Mayenne Communauté | 8,44             | 966 (2022)                        | 114                | modifier les données · modifier les données |
| Belgeard                                    | 53028      | CC Mayenne Communauté | 13,01            | 560 (2022)                        | 43                 | modifier les données · modifier les données |
| Champéon                                    | 53051      | CC Mayenne Communauté | 21,15            | 624 (2022)                        | 30                 | modifier les données · modifier les données |
| La Chapelle-au-Riboul                       | 53057      | CC Mayenne Communauté | 13,10            | 503 (2022)                        | 38                 | modifier les données · modifier les données |
| Charchigné                                  | 53061      | CC Mayenne Communauté | 14,91            | 455 (2022)                        | 31                 | modifier les données · modifier les données |
| Commer                                      | 53072      | CC Mayenne Communauté | 22,88            | 1 289 (2022)                      | 56                 | modifier les données · modifier les données |
| Grazay                                      | 53109      | CC Mayenne Communauté | 16,97            | 626 (2022)                        | 37                 | modifier les données · modifier les données |
| La Haie-Traversaine                         | 53111      | CC Mayenne Communauté | 10,70            | 466 (2022)                        | 44                 | modifier les données · modifier les données |
| Hardanges                                   | 53114      | CC Mayenne Communauté | 18,48            | 172 (2022)                        | 9,3                | modifier les données · modifier les données |
| Le Horps                                    | 53116      | CC Mayenne Communauté | 23,27            | 721 (2022)                        | 31                 | modifier les données · modifier les données |
| Le Housseau-Brétignolles                    | 53118      | CC Mayenne Communauté | 9,31             | 228 (2022)                        | 24                 | modifier les données · modifier les données |
| Jublains                                    | 53122      | CC Mayenne Communauté | 36,01            | 756 (2022)                        | 21                 | modifier les données · modifier les données |
| Marcillé-la-Ville                           | 53144      | CC Mayenne Communauté | 26,96            | 750 (2022)                        | 28                 | modifier les données · modifier les données |
| Martigné-sur-Mayenne                        | 53146      | CC Mayenne Communauté | 31,61            | 1 884 (2022)                      | 60                 | modifier les données · modifier les données |
| Montreuil-Poulay                            | 53160      | CC Mayenne Communauté | 16,24            | 374 (2022)                        | 23                 | modifier les données · modifier les données |
| Moulay                                      | 53162      | CC Mayenne Communauté | 8,66             | 977 (2022)                        | 113                | modifier les données · modifier les données |
| Rennes-en-Grenouilles                       | 53189      | CC Mayenne Communauté | 7,86             | 111 (2022)                        | 14                 | modifier les données · modifier les données |
| Le Ribay                                    | 53190      | CC Mayenne Communauté | 17,36            | 464 (2022)                        | 27                 | modifier les données · modifier les données |
| Saint-Fraimbault-de-Prières                 | 53216      | CC Mayenne Communauté | 16,85            | 946 (2022)                        | 56                 | modifier les données · modifier les données |
| Saint-Julien-du-Terroux                     | 53230      | CC Mayenne Communauté | 11,29            | 257 (2022)                        | 23                 | modifier les données · modifier les données |
| Sainte-Marie-du-Bois                        | 53235      | CC Mayenne Communauté | 11,34            | 228 (2022)                        | 20                 | modifier les données · modifier les données |
| Thubœuf                                     | 53263      | CC Mayenne Communauté | 13,88            | 270 (2022)                        | 19                 | modifier les données · modifier les données |
| Canton de Lassay-les-Châteaux               | 5309       |                       | 460,76           | 17 700 (2022)                     | 38                 | modifier les données                        |

## Démographie

### Démographie avant 2015
Avant le redécoupage cantonal de 2014, le canton de Lassay-les-Châteaux était l'un des moins peuplés de la Mayenne.
| 1975  | 1982  | 1990  | 1999  | 2006  | 2011  | 2012  |
| ----- | ----- | ----- | ----- | ----- | ----- | ----- |
| 3 876 | 3 741 | 3 491 | 3 522 | 3 525 | 3 573 | 3 566 |

### Démographie depuis 2015
En 2022, le canton comptait 17 700 habitants, en évolution de −0,62 % par rapport à 2016 (Mayenne : −0,73 %, France hors Mayotte : +2,11 %).
| 2013   | 2018   | 2022   |
| ------ | ------ | ------ |
| 17 901 | 17 786 | 17 700 |